# El Conde: amor y honor
El Conde: Amor y honor es una telenovela estadounidense de drama de época producida por Telemundo Studios y Sony Pictures Television para Telemundo en 2024. La telenovela es una versión de la novela literaría de 1844 El Conde de Montecristo de Alejandro Dumas, siendo adaptada por Sandra Velasco y Alejandro Vergara. Se estrenó por Telemundo el 1 de julio de 2024 y finalizó el 21 de octubre del mismo año.
Está protagonizada por Fernando Colunga y Ana Brenda Contreras, junto con Sergio Sendel y Chantal Andere en los roles antagónicos.

## Reparto
Se publicó una lista del reparto confirmado el 16 de junio de 2022, en un comunicado de prensa a través de la página web de NBCUniversal Media Village.

### Principales
- Fernando Colunga como Alejandro Gaitán / Conde Joaquín de Montenegro
- Ana Brenda Contreras como Mariana Zambrano
- Marjorie de Sousa como Cayetana Carrá
- Chantal Andere como Josefina de Zambrano
- Víctor González como Ricardo Sánchez
- Sergio Sendel como Gerardo Villarreal
- Sergio Reynoso como Alfredo Gallardo
- Roberto Romano como Felipe Zambrano
- Mario Loría como Rodrigo Gallardo
- Uriel del Toro como Antonio Rodríguez
- Leticia Perdigón como Adela
- Jessica Coch como Leticia de Gallardo
- Antonio Fortier como Rubén Cruz
- Begoña Narváez como Margarita
- Patricia Martínez como Lucrecia
- Magali Boysselle como Carmen
- Yany Prado como Violeta
- Enoc Leaño como Vicente García
- Alejandro Ávila como Guillermo «Memo» Garza
- Erika de la Rosa como Paulina de Zambrano
- Jason Romo como Pedro Campos
- Xabiani Ponce de León como David
- Saraí Meza como Sofía Zambrano
- Annie Cabello como Lorena Aguilar
- Job Huerta como Javier Gallardo
- Andrea Martí como Amaranta
- Ana Pau Castell como Dolores
- Luisa Galindo como Teresa
- Lu Rosette como Gabriela Villarreal

### Invitados especiales
- Omar Fierro como Benjamín Zambrano
- Javier Díaz Dueñas como Leopoldo Villarreal
- Helena Rojo como Guadalupe de Gaitán
- Manuel Navarro como Amador Guzmán

## Episodios
| N.º | Título                           | Fecha de emisión original |
| --- | -------------------------------- | ------------------------- |
| 1   | «Regreso del pasado»             | 1 de julio de 2024        |
| 2   | «Bajo la lluvia»                 | 2 de julio de 2024        |
| 3   | «Indefenso»                      | 3 de julio de 2024        |
| 4   | «Con el alma rota»               | 4 de julio de 2024        |
| 5   | «El maestro»                     | 5 de julio de 2024        |
| 6   | «Un hombre nuevo»                | 8 de julio de 2024        |
| 7   | «El regreso a casa»              | 9 de julio de 2024        |
| 8   | «La jugada perfecta»             | 10 de julio de 2024       |
| 9   | «Alejandro»                      | 11 de julio de 2024       |
| 10  | «Misteriosa celebración»         | 12 de julio de 2024       |
| 11  | «Golosinas para la codicia»      | 15 de julio de 2024       |
| 12  | «Uno menos»                      | 16 de julio de 2024       |
| 13  | «Tu perfume»                     | 17 de julio de 2024       |
| 14  | «Un amor que dio fruto»          | 19 de julio de 2024       |
| 15  | «Una nueva esposa»               | 22 de julio de 2024       |
| 16  | «Los planes de Mariana»          | 23 de julio de 2024       |
| 17  | «Un hombre peligroso»            | 24 de julio de 2024       |
| 18  | «Matrimonio en puertas»          | 25 de julio de 2024       |
| 19  | «El pasado regresa»              | 26 de julio de 2024       |
| 20  | «Soy yo»                         | 29 de julio de 2024       |
| 21  | «Veneno»                         | 30 de julio de 2024       |
| 22  | «Hay que luchar por el amor»     | 31 de julio de 2024       |
| 23  | «Juego sucio»                    | 1 de agosto de 2024       |
| 24  | «En busca de la verdad»          | 2 de agosto de 2024       |
| 25  | «Una medida desesperada»         | 5 de agosto de 2024       |
| 26  | «Un periodista valiente»         | 6 de agosto de 2024       |
| 27  | «Aproximación peligrosa»         | 7 de agosto de 2024       |
| 28  | «Lo que me pertenece»            | 8 de agosto de 2024       |
| 29  | «Infiel»                         | 9 de agosto de 2024       |
| 30  | «El anzuelo»                     | 12 de agosto de 2024      |
| 31  | «Sentimientos a flor de piel»    | 13 de agosto de 2024      |
| 32  | «Unidos por el amor»             | 14 de agosto de 2024      |
| 33  | «El precio de la traición»       | 15 de agosto de 2024      |
| 34  | «El dilema de Silvestre Dávalos» | 16 de agosto de 2024      |
| 35  | «Con el miedo en la piel»        | 19 de agosto de 2024      |
| 36  | «Una bonita pareja»              | 20 de agosto de 2024      |
| 37  | «La tabla de salvación»          | 21 de agosto de 2024      |
| 38  | «El reclamo de un hijo»          | 23 de agosto de 2024      |
| 39  | «Ofendida»                       | 26 de agosto de 2024      |
| 40  | «Soluciones radicales»           | 27 de agosto de 2024      |
| 41  | «La historia se repite»          | 28 de agosto de 2024      |
| 42  | «Buenas nuevas»                  | 29 de agosto de 2024      |
| 43  | «Engaño al descubierto»          | 30 de agosto de 2024      |
| 44  | «Furia descontrolada»            | 2 de septiembre de 2024   |
| 45  | «Prisioneras»                    | 3 de septiembre de 2024   |
| 46  | «Es por tu bien»                 | 4 de septiembre de 2024   |
| 47  | «Víctimas de la maldad»          | 9 de septiembre de 2024   |
| 48  | «Monstruos»                      | 11 de septiembre de 2024  |
| 49  | «La decisión de Sofía»           | 12 de septiembre de 2024  |
| 50  | «Una razón para luchar»          | 13 de septiembre de 2024  |
| 51  | «Bajo presión»                   | 16 de septiembre de 2024  |
| 52  | «Atracción incontenible»         | 17 de septiembre de 2024  |
| 53  | «El protegido»                   | 18 de septiembre de 2024  |
| 54  | «Añoranza»                       | 19 de septiembre de 2024  |
| 55  | «La novia del capataz»           | 20 de septiembre de 2024  |
| 56  | «Todo cambia»                    | 23 de septiembre de 2024  |
| 57  | «Despojada»                      | 24 de septiembre de 2024  |
| 58  | «Un mensaje muy claro»           | 25 de septiembre de 2024  |
| 59  | «En busca de una explicación»    | 26 de septiembre de 2024  |
| 60  | «Eres tú»                        | 27 de septiembre de 2024  |
| 61  | «La muerte acecha»               | 30 de septiembre de 2024  |
| 62  | «Atada por obligación»           | 1 de octubre de 2024      |
| 63  | «Una desgracia tras otra»        | 2 de octubre de 2024      |
| 64  | «Para siempre»                   | 3 de octubre de 2024      |
| 65  | «Es momento de pagar»            | 4 de octubre de 2024      |
| 66  | «Depravadas»                     | 7 de octubre de 2024      |
| 67  | «Mi mujer se respeta»            | 8 de octubre de 2024      |
| 68  | «Un altar para los enemigos»     | 9 de octubre de 2024      |
| 69  | «Ira desenfrenada»               | 10 de octubre de 2024     |
| 70  | «Traición imperdonable»          | 11 de octubre de 2024     |
| 71  | «Silencio garantizado»           | 14 de octubre de 2024     |
| 72  | «Asesino»                        | 16 de octubre de 2024     |
| 73  | «El hijo de tu enemigo»          | 17 de octubre de 2024     |
| 74  | «Ajuste perverso»                | 18 de octubre de 2024     |
| 75  | «Siempre hay otra oportunidad»   | 21 de octubre de 2024     |

## Producción

### Desarrollo
El 15 de febrero de 2022, la telenovela se anunció en el evento de proyección virtual de Telemundo Global Studios en Miami. En mayo de 2022, la telenovela se presentó durante el evento del up-front de Telemundo para la temporada en televisión 2022-2023. El rodaje de la telenovela comenzó en junio de 2022 y finalizó el 11 de octubre de 2022, en la Ciudad de México.

### Selección del reparto
El 15 de febrero de 2022, se anunció a Fernando Colunga como protagonista de la historia. El 26 de mayo de 2022, se anunció a Ana Brenda Contreras como uno de los roles principales. El 28 de mayo de 2022, Marjorie de Sousa, Omar Fierro, Chantal Andere y Sergio Sendel fueron anunciados en roles principales. El 13 de junio de 2022, se publicó una lista oficial de los actores restantes en un comunicado de prensa.

## Audiencias
| Temporada | Horario (ET/CT)          | Episodios | Primera emisión    | Primera emisión      | Última emisión        | Última emisión       | Prom. de espectadores (millones) |
| Temporada | Horario (ET/CT)          | Episodios | Fecha              | Audiencia (millones) | Fecha                 | Audiencia (millones) | Prom. de espectadores (millones) |
| --------- | ------------------------ | --------- | ------------------ | -------------------- | --------------------- | -------------------- | -------------------------------- |
| 1         | Lunes a viernes 10pm/9c. | 75        | 1 de julio de 2024 | –                    | 21 de octubre de 2024 | 1.30                 | 1.12                             |